# Малий Юган
Мали́й Юга́н (рос. Ма́лый Юга́н) — річка в Росії, права притока Великого Югану (басейн Обі), тече у Ханти-Мансійському автономному окрузі.

## Фізіографія
Малий Юган починається у Васюганських болотах на крайньому південному сході Сургутського району Ханти-Мансійського АО, біля кордону з Томською областю. Тече по центральній частині Західно-Сибірської рівнини через рідконаселену заболочену тайгову місцевість. Від витоку тече на захід; після злиття з правою притокою Колкочен’ягуном повертає на північний захід, утримуючи цей напрям до самого гирла. Річка впадає у Великий Юган в його нижній течії поблизу селища Малоюганський.
Річище Малого Югана надзвичайно звивисте, з безліччю меандрів і стариць.
В Малий Юган впадають численні притоки, як праві, так і ліві. Найбільші з них — Колкочен’ягун, Керпетьягун, Вуяни, Сакин’яха, Пинкільях.

## Гідрологія
Довжина річки 521 км, площа басейну 10 020 км². Середньорічний стік, виміряний за 112 км від гирла у 1960–1995 роках, становить 55 м³/с. Багаторічний мінімум стоку спостерігається у березні (9,4 м³/с), максимум — у травні (196 м³/с). За період спостережень абсолютний мінімум місячного стоку (7 м³/с) спостерігався у березні 1990 року, абсолютний максимум(344 м³/с) — у червні 1979.
Живлення мішане з переважанням снігового. Малий Юган замерзає у жовтні, скресає наприкінці квітня — у травня. Повінь з травня до липня, у вересні — жовтні трапляються дощові паводки.

## Інфраструктура
Малий Юган знаходиться повністю в межах Сургутського району ХМАО. Постійних населених пунктів на річці не існує.
Лівобережжя середньої течії Малого Югану займає Юганський заповідник.